# Vicente Noble
Vicente Noble is een gemeente (21.800 inwoners) in het zuidwesten van de Dominicaanse Republiek, in de provincie Barahona.
De plaats is gesticht door twee families die er kwamen wonen. De plaats heeft zich daarna uitgebreid door immigratie en geboorte. Rond 1900 bestond de plaats uit 3 boerderijen, waar 126 families woonden en werkten. Het heette lange tijd El Hato en kreeg in 1943 zijn huidige naam.

## Bestuurlijke indeling
De gemeente bestaat uit vier gemeentedistricten (distrito municipal):
Canoa, Fondo Negro, Quita Coraza en Vicente Noble.